# Hermods gymnasium
Hermods Gymnasium är en gymnasieskola verksam i  Stockholm och Malmö.
Den första skolan, HG Stockholm, grundades 2012 och året därpå systerskolorna i Göteborg och Malmö.